# Ixora bemangidiensis
Ixora bemangidiensis är en måreväxtart som beskrevs av Michel Guédès. Ixora bemangidiensis ingår i släktet Ixora och familjen måreväxter. Inga underarter finns listade i Catalogue of Life.